# 中世の秋
『中世の秋』（ちゅうせいのあき、原題：Herfsttij der Middeleeuwen）は、オランダの歴史家ヨハン・ホイジンガの主著で、1919年に出版された。
副題は「フランスとネーデルラントにおける十四、十五世紀の生活と思考の諸形態についての研究」。ホイジンガはライデン大学教授在任中だった。
多くの人物による展開で（読者は）登場人物を既に承知しているという前提で叙述されるため、大多数の日本人読者には読みやすい書ではない。以下の章題と引用は、堀越孝一訳による。

## 引用された主な史料
ジャン・フロワサール (Jean Froissart) の年代記
1325-1400年の百年戦争前半期を記述。フロワサール (1333?-1400?) は、イングランド王エドワード3世の王妃フィリッパに宮廷詩人兼歴史記録係として仕え、その死後は大陸の多くの諸侯に仕えた。「フロワサールは、戦争というものの散文的な現実を、みごとに書きあらわしている。」(『中世の秋』20章)
ジョルジュ・シャトラン (Georges Chastelain) の年代記
1419-74年を記述。シャトラン (1405?-1475)は、ブルゴーニュ侯フィリップ善良侯とフランス王との折衝役。シャルル突進侯に歴史編纂官に命じられる。「かれの描きだした、フィリップ善良侯の人物像には、ファン・アイクを想わせるに足る迫真力が感じられるといってよい。」(20章)。「一農夫を描写したシャトランの文章は、まるでブリューゲルの絵を思わせる。」(21章)
オリヴィエ・ド・ラ・マルシュ (Olivier de la Marche) の覚書
1435-88年を記述。ラ・マルシュ (1426-1502) は、シャルル突進侯の宮廷詩人であり年代記家。「みやびなオリヴィエ・ド・ラ・マルシュ」(4章)「宮廷人の花形」(17章)
ジャン・モリネ (Jean Molinet) の年代記
1474-1506年を記述。モリネ (1435-1507) は、シャトランの後継のブルゴーニュ侯家歴史編纂官。「おおげさなモリネ」(4章)「律義な宮廷人モリネ」(19章)

## 言及された主な人物
フィリップ3世 (ブルゴーニュ公) 1396-1467   (1419-67在位)
善良侯。3代目ブルゴーニュ侯。英仏百年戦争時代を巧みに泳ぎ、ネーデルラントを獲得。ブルゴーニュ侯国の最盛期を現出した。「フィリップ善良侯（ル・ボン）の人生ほど、現世の匂（にお）いのぷんぷんする傲慢とはでな名誉欲につつまれ、しかもあれほどの成功をかち得た人生は、この時代、ほかにはみられなかった。」(『中世の秋』2章)
シャルル (ブルゴーニュ公)   1433-1477   (1467-77在位)
突進侯。善良侯の子。4代めブルゴーニュ侯。フランス王ルイ11世と争い、ナンシーで戦死し、ブルゴーニュ侯国は滅亡した。「高く望んだシャルル突進侯は、病にも似た強情さに溺（おぼ）れ、ついに滅びる。」(1章)
ユスタシュ・デシャン (Eustache Deschamps)  1346?-1405?
詩人。音楽家マショーの弟子。百年戦争前半期に参加。フランス狂気王シャルル6世に、のちオルレアン公ルイに仕える。「デシャンの詩は、人生に対する、うじうじした悪口でいっぱいだ。」(2章)
ジャン・ジェルソン (Jean Gerson)  1363-1429
パリ大学総長。教会大分裂を収拾するために、ピサ教会会議やコンスタンツ公会議開催にかかわる。『中世の秋』の主に12-17章で論じられる。「用心ぶかく細心な学者肌の、誠実で純粋、善意の人であった。」（14章）
ドニ・ル・シャルトルー (Denys le Chartreux) 1402-1471
シャルトルーズ派のドニ。神学者で著作多数。フィリップ善良侯の顧問。  『中世の秋』の後半、17章を中心に論じられる。「かれは、疲れを知らぬ活力の人だったにちがいない。かれの書いたものは、四折（よつおり）版で四十五巻分ある。」(13章)
ヤン・ファン・アイク (Jan van Eyck) 1395?-1441
画家。油彩画の完成者。1425年ころからフィリップ善良侯に仕える。『中世の秋』の18章以後の主人公。「輝くのは、『アルノルフィニ夫妻の肖像』である。眼前にみるこの絵こそは、十五世紀の芸術の至純のあらわれであり、これをみるとき、ひとは、作者ヤン・ファン・アイクという謎に満ちた人物の核心にせまるのである。」(18章)

## 日本語訳
- 『中世の秋』兼岩正夫、里見元一郎訳、創文社 名著翻訳叢書 1958／河出書房新社「選集6」新版1989
- 『中世の秋』堀越孝一訳、中央公論社「世界の名著」1967／中公文庫 上下 改版2018